# Coracias benghalensis
La carraca india (Coracias benghalensis) es una especie de ave coraciiforme de la familia Coraciidae que vive en el sur de Asia. Suele encontrarse en hábitats herbáceos y de matorral, y puede observarse posada en ramas y cables. No es un ave migratoria, pero puede realizar algunos desplazamientos estacionales.

## Descripción

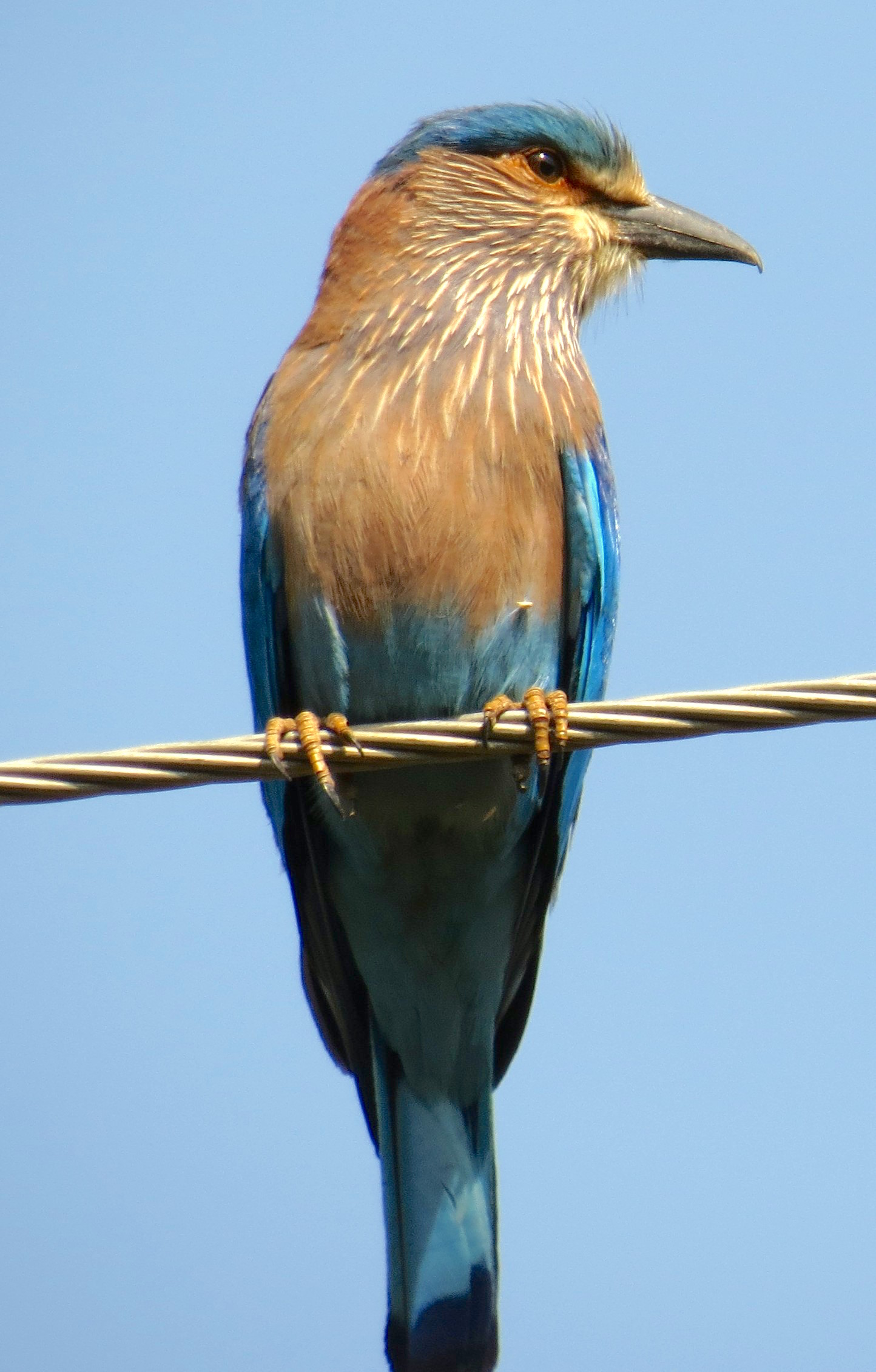
Subespecie nominal. Nótese su largo pico con la punta en forma de gancho.

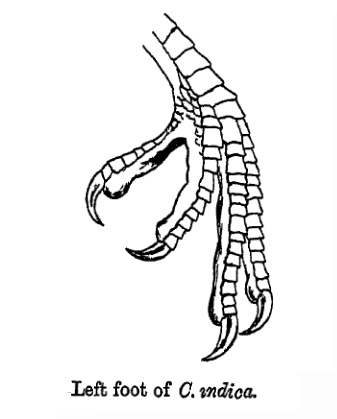
Los tres dedos delanteros están fusionados por la base.

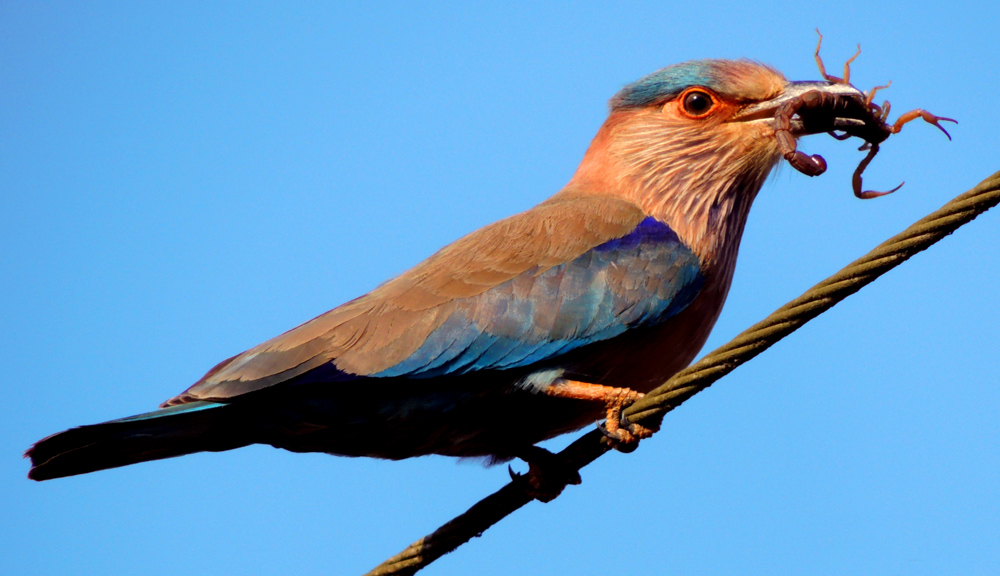
Carraca india comiendo un escorpión.

La carraca india es un ave robusta de 26–27 cm de largo, que solo puede confundirse con la carraca europea, aunque su pecho es parduzco y no azul como el de la carraca europea. Su espalda también es parduzca mientras que su píleo, bajo vientre y zona cloacal son azules. Sus plumas primarias son de color azul violáceo con una banda azul clara. Su cola es azul celeste con una lista en la punta de color azul de Prusia y las plumas centrales verdosas. Su cuello y garganta son violáceos con algunas estrías claras. Tiene una pequeña zona desnuda alrededor del ojo de color ocre. Sus tres dedos delanteros están unidos por la base. Tienen un pico largo y robusto con la punta de la parte superior curvada en forma de gancho. Sus narinas son largas y descubiertas y presenta largas cerdas en forma de vibrisas en la base del pico.
Se reconocen tres subespecies. La forma nominal que se encuentra en Asia occidental (desde Irak y Arabia hasta Bangladés y el norte de los montes Vindhyas). La subespecie indicus se encuentra en la India peninsular y Sri Lanka. Esta forma sureña tiene una banda más oscura y rojiza en la parte posterior del cuello que no tiene la nominal. La forma affinis de la India nororiental y el sudeste asiático (Tailandia, Indochina y sur de China) a veces se considera una especie separada, pero en la región india se observa intergradación con benghalensis. La subespecie affinis es más oscura, de mayor tamaño y tiene el rostro y pecho de color pardo violáceo sin motas. Tiene las coberteras de la parte inferior de las alas de un tono azul más intenso.

## Distribución y hábitat

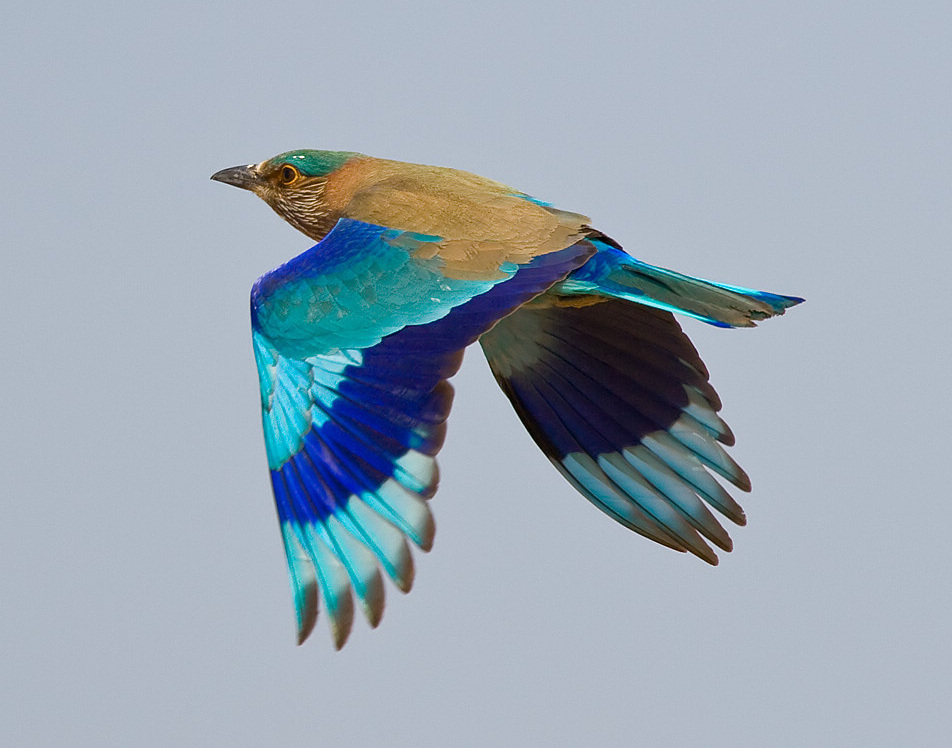
En vuelo muestra plumas de color azul brillante, turquesa y añil.

La carraca india se extiende por la mayor parte del sur de Asia, desde el sur de Irak, por todo el subcontinente indio y Sri Lanka hasta el sudeste asiático y el sur de China, incluida Hainan, además de las islas Laquedivas y Maldivas.
Sus principales hábitats son los herbazales, bosques poco densos y las tierras de cultivo.

## Comportamiento
Se observan a menudo posadas en ramas desnudas y los cables eléctricos que bordean las carreteras. Descienden al suelo para capturar a sus presas, entre las que se encuentran los insectos, arácnidos, pequeños reptiles (como Calotes versicolor y pequeñas serpientes) y anfibios. Les atraen los incendios, y siguen a los tractores para atrapar a los invertebrados que espantan. En los campos de cultivo del sur de la India, se encuentra en densidades de 50 individuos por km². Eligen posaderos principalmente entre los 3—10 metros de altura y se alimenta principalmente de insectos terrestres. Cerca del 50% de sus presas son escarabajos y el 25% lo componen saltamontes y grillos. El comportamiento alimenticio y el uso del hábitat es muy parecida al del drongo real. Durante el verano pueden alimentarse hasta el anochecer y usar las luces artificiales para atrapar insectos que atraen. Aprovechan los enjambres de terminas aladas y se han visto posadas hasta 40 aves en un tramo de cable de 70 metros. Como suele alimentarse en las inmediaciones de las carreteras pueden resultar atropelladas con frecuencia. En el norte de la India se ha percibido un descenso de las poblaciones de estas aves en los márgenes de las carreteras.
La exhibición nupcial de la carraca india consiste principalmente en acrobacias aéreas. Su época de cría es de mayo a junio, ligeramente antes en el sur de la India. Cuando están posados también realizan exhibiciones como alzamientos del pico, reverencias, acicalamiento mutuo, y posturas con las alas caídas y la cola desplegada. Sus lugares de anidamiento favoritos son los huecos hechos por los pájaros carpinteros o los insectos xilófagos en palmeras y otros árboles. También pueden anidar en huecos abiertos en troncos podridos o los edificios. La cavidad generalmente no está forrada interiormente y suele estar llena de restos madera. La puesta normal suele componerse de 3 a 5 huevos. Los huevos son blancos con forma oval ancha o casi esféricos. Ambos sexos incuban la puesta entre 17 y 19 días. Los jóvenes tardan un mes en desarrollarse y dejan el nido. Cerca del 80% de los huevos llegan a eclosionar y desarrollarse.
La llamada de la carraca india es un sonido áspero en forma de chack similar a un cuervo. Emiten varios sonidos más, incluido llamadas metálicas tipo boink.  Es especialmente ruidoso durante la estación de cría.

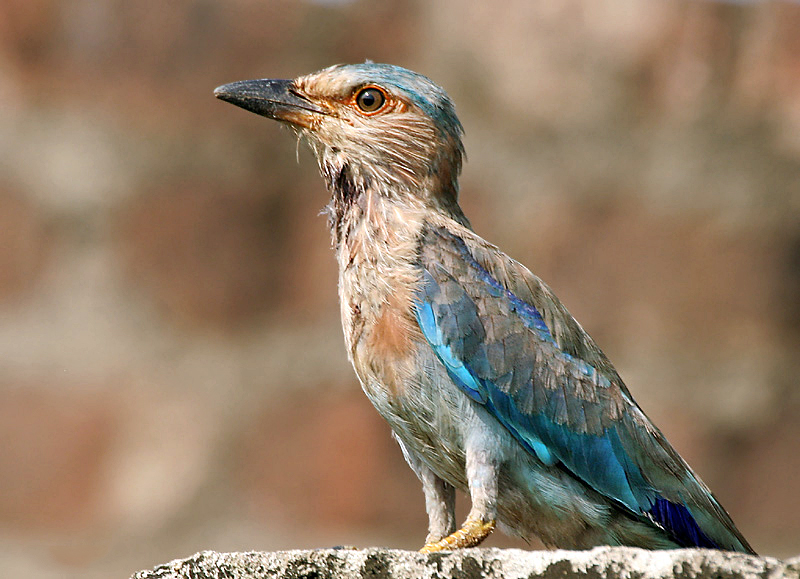
Inmaduro.

Estas aves se bañan en aguas abiertas realizando zambullidas, un comportamiento que a menudo se interpreta como que pescan.
 Aunque ocasionalmente pueden intentar pescar.
Se han encontrado parásitos sanguíneos Leucocytozoon de la familia Plasmodiidae en su tejido pulmonar. También se han registrado que los parasitan los gusanos helmintos Hadjelia truncata y Synhimantus spiralis.

## En la cultura
Al ser muy común en las pobladas planicies de la India se incluye en varias leyendas. El nombre local es neelkanth (que significa «garganta azul»), un nombre que se asocia con la deidad Shiva (que bebió veneno que le puso la garganta azul). En el pasado los gobernantes locales liberaban carracas cautivas durante algunas festividades como Dussera y Durga Puja. Se creía que añadir sus plumas molidas a la hierba con la que se alimentaba a las vacas aumentaba su producción de leche.
La carraca india es el ave estatal elegida por los estados indios de Andhra Pradesh, Bihar, Karnataka y Odisha.